# Nathalie Serre
Nathalie Serre (nascida a 17 de agosto de 1968) é uma política francesa que é membro do Parlamento pelo 8º círculo eleitoral de Rhône desde 2020, quando substituiu Patrice Verchère.